# Przełomowa innowacja
Przełomowa innowacja (ang. disruptive innovation) – innowacja, która tworzy nowy rynek i sieć wartości lub wchodzi na istniejący rynek z początkowo znikomym udziałem i ostatecznie wypiera wiodące na nim firmy, produkty i sojusze.
Nie wszystkie innowacje mają charakter przełomowy, nawet jeśli są rewolucyjne. Na przykład pierwsze samochody pod koniec XIX wieku nie były przełomową innowacją, ponieważ wczesne samochody były drogimi, luksusowymi produktami, które nie zmieniły rynku pojazdów konnych. Rynek transportu pozostał niezmieniony aż do momentu wprowadzenia na rynek tańszego samochodu Ford Model T w 1908 roku. Masowa produkcja samochodów okazała się przełomem, gdyż zmieniła rynek transportu, podczas gdy pierwsze trzydzieści lat motoryzacji nie miało takiego wpływu. Oczekuje się, że generatywna sztuczna inteligencja będzie miała rewolucyjny wpływ na sposób, w jaki ludzie wchodzą w interakcje z technologią.
Przełomowe innowacje zazwyczaj tworzą osoby z zewnątrz i przedsiębiorcy w start-upach, a nie wiodące na rynku firmy. Środowisko biznesowe liderów rynku nie pozwala na wprowadzanie przełomowych innowacji, gdy tylko się pojawią, ponieważ początkowo nie są one wystarczająco dochodowe, a ich rozwój może pochłaniać ograniczone zasoby przeznaczone na podtrzymywanie innowacji do utrzymania istniejącej przewagi konkurencyjnej. Małe zespoły mają większe szanse na tworzenie przełomowych innowacji niż duże zespoły. Proces zakłócający może trwać dłużej niż w przypadku podejścia konwencjonalnego, a ryzyko z nim związane jest wyższe niż w przypadku innych, bardziej przyrostowych, architektonicznych lub ewolucyjnych form innowacji, jednak po wdrożeniu na rynku osiąga znacznie szybszą penetrację i większy stopień wpływu na ugruntowane rynki.

## Przykłady przełomowych innowacji
| Przełomowa innowacja | Wpływ na rynek                    | Opis |
| -------------------- | --------------------------------- | --- |
| Wikipedia            | tradycyjne encyklopedie           | Tradycyjne encyklopedie nastawione na zysk, w których artykuły piszą opłacani eksperci, zostały wyparte przez Wikipedię, internetową encyklopedię pisaną i redagowaną przez wolontariuszy. |
| tranzystor           | lampa elektronowa                 | Lampy próżniowe były dominującą technologią elektroniczną aż do lat 1950., gdy zostały wyparte przez tranzystowy. |
| tworzywa sztuczne    | metal, drzewo, szkło itp.         | Na początku XXI wieku tworzywa sztuczne są stosowane do produkcji wielu artykułów gospodarstwa domowego, które wcześniej były wykonane z metalu, drewna i szkła. |
| samochód             | pojazd zaprzęgowy, kolej, tramwaj | Pierwsze samochody, autobusy i ciężarówki były używane do lokalnego transportu na obszarach podmiejskich, gdzie często zastępowały tramwaje i tory przemysłowe. Wraz z rozwojem autostrad transport średnio- i później dalekobieżny został przeniesiony do ruchu drogowego, a niektóre linie kolejowe zostały zamknięte. |